# Павар, Лалита
Лалита Павар, при рождении — Лалитабай Хануман Прасад (англ. Lalita Pawar; 18 апреля 1916, Насик, Бомбейское президентство, Британская Индия — 24 февраля 1998, Пуна, Махараштра, Индия) — индийская актриса

, снявшаяся в более чем 700 фильмах на хинди, маратхи и гуджарати. Занесена в Книгу рекордов Гиннесса как актриса с самой продолжительной актёрской карьерой, длившейся более 70 лет. Звезда Болливуда. Лауреат кинопремии Filmfare за лучшую женскую роль второго плана (1960).

## Биография
Родилась в семье богатого торговца шёлковыми и хлопковыми тканями, по одной версии как Амбика Лаксман Сангун в деревне Йола округа Насик, по другой как Лалитабай Хануман Прасад в Индоре.
Творческая карьера Лалиты началась в детстве в эпоху немого кино и продолжилась главными женскими ролями, однако больше всего её помнят, когда она была хара́ктерной актрисой. Во время посещения киностудии юная Лалита попросила сфотографироваться, чтобы увидеть себя в кадре. Режиссёр был настолько впечатлен её появлением на экране, что попросил девушку сыграть в своем следующем фильме.
Лалита вышла замуж за режиссёра трюковых фильмов Г. П. Павара, который создал с её участием последние немые и первые звуковые фильмы.
В результате несчастного случая во время съёмок в 1942 году у актрисы был повреждён левый глаз, что усугубилось тяжёлой реакцией на введенное лекарство и оставило у Лалиты заметное косоглазие. Это событие положило конец её статусу ведущей киноактрисы.
С тех пор стала известной тем, что играла роли властных матерей или свекровей.
Помимо Filmfare Award за лучшую женскую роль второго плана, полученной за роль матери героя Раджа Капура в фильме «Простофиля» (1959), она номинировалась на данную награду трижды: за фильмы Parvarish (1958), Aanchal (1960) и «Профессор» (1962).

## Избранная фильмография
- 1987 — Защитники родины / Watan Ke Rakhwale
- 1983 — Нелюбимая / Ek Din Bahu Ka
- 1983 — Кара богов / नास्तिक
- 1981 — Судьба / नसीब — госпожа Гомес
- 1981 — Крепкая дружба/ Yaarana
- 1980 — Дважды два — пять / Do Aur Do Paanch
- 1979 — Судьба в твоих руках / Duniya Meri Jeb Mein
- 1979 — Прости, Аруна / Manzil / सरकारी मेहमान
- 1976 — Час расплаты / Bundal Baaz
- 1976 — Два незнакомца / दो अनजाने — соседка Амита
- 1972 — Из Бомбея в Гоа / Bombay to Goa
- 1971 — Любовь никогда не умрёт / Anand
- 1968 — Сын прокурора / Duniya —миссис Шарма
- 1967 — Преступление и… / Diwana — Фатима Бегум
- 1967 — Каменное сердце / Patthar Ke Sanam
- 1966 — Цветок и камень — миссис Дживан Рам
- 1964 — Сангам / Sangam — мисс Верма
- 1963 — Пустыня / सेहरा — мать Ангары
- 1963 — Король блефа / Bluff Master
- 1963 — Аферист / Ek raaz
- 1962 — Профессор / Professor
- 1961 — Рамаяна: История Вселенной / Sampoorna Ramayana
- 1961 — Нас двое / Hum Dono
- 1959 — Простофиля / Anari
- 1959 — Неприкасаемая — тётушка
- 1958 — Такси 555 / Taxi 555
- 1956 — Хир / Heer
- 1956 — Карманник / Pocket Maar
- 1955 — Господин 420 — Ганга Маи
- 1952 — Тень / परछाईं — мама Салони